# Каміло Торрес Теноріо
Хосе Каміло Клементе де Торрес Теноріо (ісп. José Camilo Clemente de Torres Tenorio; 22 листопада 1766 — 5 жовтня 1816) — південноамериканський політик, президент Сполучених Провінцій Нової Гранади.

## Біографія
Народився 1766 року в Попаяні. Його родина володіла багатими землями. Навчався в Королівському коледжі-семінарії святого Франциска Ассізького, де вивчав латину, грецьку мову, риторику, математику, філософію й теологію. Потім переїхав до Санта-Фе-де-Боготи, де в коледжі молодшого ступеню Нуестра-Сеньйора-дель-Кармен здобув ступінь бакалавра філософії. Після того вивчав канонічне право в коледжі вищого ступеню Нуестра-Сеньйора-дель-Росаріо та став одним з найвидатніших адвокатів свого часу, отримавши започаткований іспанською короною титул «Адвокат королівської ради».
1802 року Каміло Торрес одружився з Марією Франсіскою Прієто-і-Рікаурте. Від того шлюбу народились шестеро дітей.
Вперше Каміло Торрес познайомився з політикою 1793 року, коли після появи в Боготі перекладу «Декларації прав людини і громадянина», який виконав Антоніо Наріньйо, почались арешти, заслання та судові процеси проти випускників його альма-матер. 1808 року Наполеон змусив Карла IV й Фернандо VII зректись прав на іспанський престол, і зробив королем свого брата Жозефа. 14 січня 1809 року звістки про це сягнули Нової Гранади, й Каміло Торрес не приховував свого негативного ставлення до тих подій. Королівська Верховна рада Кастилії оголосила королівське зречення таким, що не має сили, й носієм верховної влади в країні було проголошено Центральну Верховну Урядову Хунту Королівства, що невдовзі була змушена переїхати з Мадрида до Севільї. Саме тоді Каміло Торрес написав «Хунті в Севільї» свій знаменитий «Memorial de Agravios», що так і не потрапив до адресата й не був опублікований за його життя; в тому документі містилась критика практики, за якої найвищі пости в адміністрації могли займати лише вихідці з Іспанії, а креоли були позбавлені можливості брати участь у державному управлінні.
Навесні 1810 року до Південної Америки дійшли звістки про саморозпуск Центральної Хунти та створення Регентської ради. 20 липня в столиці віцекоролівства Нова Гранада, місті Санта-Фе-де-Богота, на відкритих народних зборах було обрано Верховну Народну Хунту Нової Гранади, до складу якої увійшов Торрес та яка 26 липня оголосила про невизнання Регентської ради. Наприкінці 1811 року частина провінцій Нової Гранади об'єднались у Сполучені Провінції Нової Гранади, а 27 жовтня 1812 року Каміло Торрес зайняв пост президента Конгресу нового державного утворення.

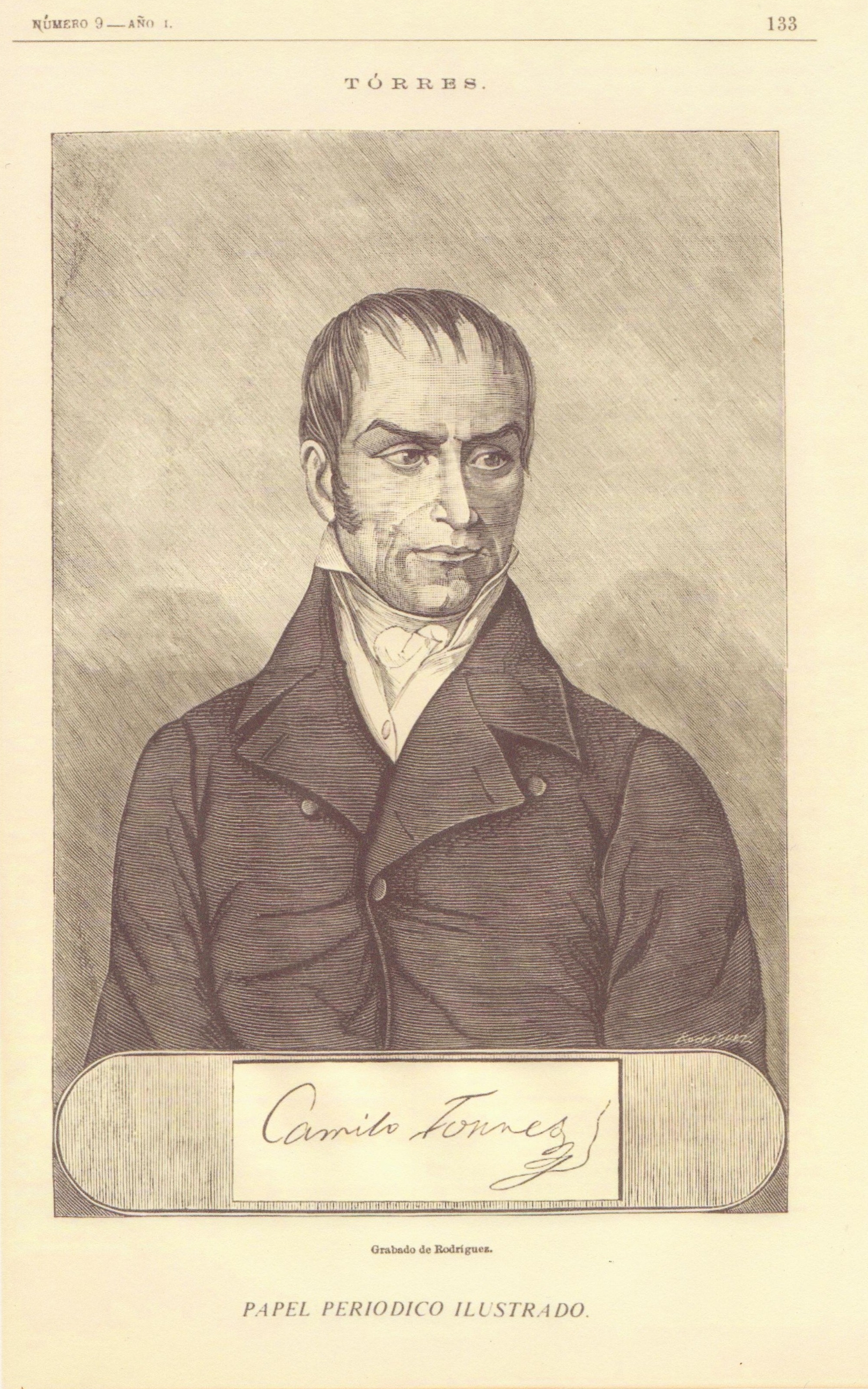
Каміло Торрес Теноріо

Після перемог над роялістами в жовтні 1814 року було створено виконавчий орган — Тріумвірат. У листопаді 1815 року замість Тріумвірату було запроваджено президентське правління, й Каміло Торрес став першим президентом Сполучених Провінцій Нової Гранади.
1816 року до Сполучених Провінцій Нової Гранади вторглись іспанські війська. 14 березня 1816 року президент Каміло Торрес Теноріо подав у відставку, й найвищі політичні особи вирушили з Боготи до Буенавентури, щоб звідти відпливти до Буенос-Айреса, втім корабель, на який вони прямували, не прибув, і їм довелось повернутись у Попаян, де їх схопили іспанці.
4 жовтня військовий трибунал засудив колишніх керівників Сполучених Провінцій Нової Гранади до страти, й наступного дня їх було повішено на головній площі Боготи, а їхнє майно — конфісковано. Після того, як вони померли, тіла колишніх президента й віцепрезидента було знято і прострелено в голову та груди кожен, а потім було відтято голову, а тіла четвертовано. Голову Каміло Торреса поклали до металевої клітки й виставлено на 10-метровій жердині на головній площі міста, щоб налякати жителів, а розділене на чотири частини тіло розкидали по різним районам міста. Рештки першого президента знайдено та поховано не було.